# Jean-Louis Rast-Maupas
Jean-Louis Rast-Maupas, né à La Voulte dans le Vivarais en 1731 et mort à Lyon le 27 mars 1821, est un agronome, le fondateur de la condition de soies de Lyon.

## Biographie
Après sa naissance, son père, médecin, vint se fixer à Lyon.
Il débuta sa vie dans le commerce et voyagea beaucoup, surtout en Italie. Il occupait les loisirs que lui laissait le négoce dans l'étude des sciences naturelles et de l'agronomie. Il alla observer une éruption du Vésuve et y recueillit des détails qu'il communiqua, cinquante ans plus tard, à la Société d'agriculture de Lyon.
Il finança la résistance au siège de Lyon et fut proscrit jusqu'au 9 thermidor. Il connut ensuite sa réhabilitation et fut élu au conseil général du Rhône et à la Chambre de commerce de Lyon.
En l'an VII, il fit connaître un procédé propre à peindre et à dorer l'étoffe, à la manière des Chinois.
Il fut inhumé au cimetière de Loyasse, où sa tombe se trouvait encore il y a peu et vient d'être reprise par le Service des cimetières.
C'est le frère de Jean-Baptiste Rast de Maupas. La rue Rast-Maupas du 1er arrondissement de Lyon lui est dédiée.

## Sources biographiques
- Jacques-Alphonse Mahul, Annuaire nécrologique, ou Supplément annuel et continuation de toutes les biographies ou dictionnaires historiques, 2e année, 1821, Paris : Ponthieu, 1822, p. 278-280
- P. Beuf, Cimetière de Loyasse, ou description de tous les monuments qui existent dans ce cimetière, avec le relevé exact des inscriptions qui y sont gravées, Lyon, De la librairie de P. Beuf, 1834.
- Marc Gauer, Histoire et généalogie de la famille Rast et de ses alliances, 2017 (lire en ligne).